# XII Quadriennale nazionale d'arte di Roma
La XII Quadriennale nazionale d'arte di Roma fu varata nel marzo 1992 e si svolse in due sezioni distinte di lavoro: la prima intitolata Italia 1950-1990, Profili dialettica situazioni, profili presso il Palazzo delle Esposizioni di Roma, dal 9 luglio al 21 settembre 1992. La seconda sezione, intitolata Ultime generazioni, ebbe luogo ancora al Palazzo delle Esposizioni e all'Ala mazzoniana della stazione Termini di Roma, dal 25 settembre al 25 novembre 1996.

## Le mostre

### Italia 1950-1990. Profili Dialettica Situazioni
La prima tranche della XII Quadriennale, intitolata Profili, si è inaugurata al Palazzo delle Esposizioni il 9 luglio 1992. L'obiettivo era l'allestimento di una mostra storico-critica che documentasse in modo completo le espressioni più originali e incisive dell'arte italiana tra il 1950 ed il 1990, attraverso personalità artistiche selezionate, presenti ciascuna con più opere.
Furono selezionate le opere di 33 artisti viventi, da una "commissione consultiva" composta da: 
- Ugo Attardi
- Renato Barilli
- Achille Bonito Oliva
- Rossana Bossaglia
- Maurizio Calvesi
- Antonio Del Guercio
- Cesare Vivaldi.

Il progetto e il coordinamento per l'allestimento furono di Paolo Quagliani.
Il catalogo fu Italia 1950-1990. Profili dialettica situazioni, Roma, Edizioni Carte segrete, 1992.

### Elenco degli artisti partecipanti
- Carla Accardi
- Ugo Attardi
- Enrico Baj
- Vasco Bendini
- Bruno Bruni (Bruno d'Arcevia)
- Mario Ceroli
- Sandro Chia
- Gianni Colombo
- Pietro Consagra
- Antonio Corpora
- Enzo Cucchi
- Gino De Dominicis
- Stefano Di Stasio
- Piero Guccione
- Luigi Mainolfi
- Carlo Maria Mariani
- Umberto Mastroianni
- Aldo Mondino
- Ennio Morlotti
- Ugo Nespolo
- Luigi Ontani
- Mimmo Paladino
- Luca Maria Patella
- Vettor Pisani
- Michelangelo Pistoletto
- Mimmo Rotella
- Ruggero Savinio
- Mario Schifano
- Toti Scialoja
- Alberto Sughi
- Giulio Turcato
- Giuseppe Uncini
- Andrea Volo

### Ultime generazioni
La seconda tranche della XII Quadriennale, intitolata Ultime generazioni, venne allestita solo nel 1996. La causa fu un'impasse istituzionale durata tre anni, che si risolse nel 1995, con l'insediamento del nuovo consiglio d'amministrazione (la storica dell'arte Lorenza Trucchi come presidente, Floriano De Santi come segretario generale e Barbara Paccagnella per la nuova carica di direttore generale). La nuova direzione decise di realizzare una mostra dei lavori degli artisti delle ultime generazioni e di esporre in maniera nutrita e chiara quanto era stato fatto nell'arte nei precedenti due lustri.
La mostra fu inaugurata il 25 settembre del 1996 a Palazzo delle Esposizioni e nell'Ala mazzoniana della stazione Termini, con le opere di 174 artisti che avevano iniziato a esporre dopo il 1977. La mostra accolse nuove leve che emergevano nelle aree gravitanti intorno a Milano (Arienti, Airò, Bartolini, Moro, Cattelan, Toderi, Beecroft, Tesi), mentre per l'ambito romano era presente la generazione considerata successiva alla Transavanguardia, gli esponenti della Scuola di San Lorenzo (Dessì, Nunzio, Pizzi Cannella). Vi parteciparono inoltre Enrico Manera, Cerone, Pietroiusti, i più giovani Pintaldi, Salvino, Basilè.
La commissione inviti fu composta da:
- Lorenza Trucchi
- Floriano De Santi
- Fernando De Filippi
- Dino Gavina
- Bruno Mantura
- Bianca Alessandra Pinto
- Ludovico Pratesi
- Mario Quesada
- Duccio Trombadori.

Il progetto e il coordinamento per l'allestimento furono di Massimiliano Fuksas e Doriana O. Mandrelli.
In questa sezione della Quadriennale vennero ripristinati i premi.
I componenti della giuria furono:
- Giovanni Carandente
- Dan Cameron
- Norman Rosenthal
- Floriano De Santi.

Il primo premio andò ad Arienti, gli altri a Studio Azzurro, Umberto Cavenago e Cristiano Pintaldi.
Il catalogo fu: XII Quadriennale. Italia 1950-1990. Ultime generazioni, Roma, Edizioni De Luca, 1996, di 387 pagine.

## A
Gianantonio Abate, Mario Airò, Giovanni Albanese, Albertini & Moioli, Alessandro Aldrovandi, Sabina Alessi, Roberto Almagno, Vincenzo Amato, Alberto Andreis, Sabato Angiero, Stefano Arienti, Guglielmo Emilio Aschieri, Salvatore Astore

## B
Balletti & Mercandelli, Massimo Bartolini, Massimo Barzagli, Matteo Basilè, Vanessa Beecroft, Martha Belbusti, Bruno Benuzzi, Rosetta Berardi, Giuseppe Bergomi, Carlo Bernardini, Fausto Bertasa, Giuseppe Biagi, Luigi Billi, Giuseppe Bordoni, Gregorio Botta, Aurelio Bulzatti

## C
Luca Caccioni, Maurizio Camerani, Roberto Carbone, Luigi Carboni, Lorenzo Cardi, Monica Carocci, Tommaso Cascella, Lucilla Catania, Antonio Catelani, Maurizio Cattelan, Umberto Cavenago, Bruno Ceccobelli, Giacinto Cerone, Elvio Chiricozzi, Nada Cingolani, Marco Colazzo, Paolo Consorti, Fabrizio Corneli, Francesco Correggia, Vittorio Corsini, Simone Crespi, Luca Crocicchi, Cuoghi e Corsello

## D
Luca Dall'Olio, Enzo De Leonibus, Daniela De Lorenzo, Santolo De Luca, Emanuele De Reggi, Mario Dellavedova, Gianni Dessì, Paola Di Bello, Alberto Di Fabio, Tristano Di Robilant, Nunzio Di Stefano (Nunzio), Salvatore Dominelli, Maria Dompè, Giuseppe Ducrot, Chiara Dynys

## E
Eredi Brancusi, Arcangelo Esposito, Bruna Esposito, Riccardo Evangelisti

## F
Paolo Fabiani, Roberta Fanti, Sergio Fermariello, Paolo Fiorentino, Andrea Fogli, Giovanni Frangi, Lino Frongia

## G
Licia Galizia, Omar Galliani, Daniele Galliano, Marzia Gandini, Paola Gandolfi, Ferdi Giardini, Alessandra Giovannoni, Claudio Givani, Salvatore Guzzo

## I-J-K
Paolo Iacchetti, Innocente, Pierluigi Isola, Marcello Jori, Massimo Kaufmann

## L
Luisa Lambri, Donatella Landi, Myriam Laplante, Felice Levini, Elisabetta Lionetti (Betty Bee), Massimo Livadiotti, Marco Lodola, Nino Longobardi

## M
Enrico Manera, Lorenzo Mangili, Roberto Mannino, Umberto Manzo, Raffaella Mariniello, Eva Marisaldi, Franco Marrocco, Luigia Martelloni, Maurizio Martina, Andrea Massaioli, Maria Carla Mattii, Mauro Mazzali, Marco Mazzucconi, Vittorio Messina, Renato Misaglia, Daniela Monaci, Paolo Monti, Albano Morandi, Liliana Moro

## N
Bianca Nappi, Andrea Nelli, Marco Neri

## O-P
Enzo Obiso, Claudio Palmieri, Marco Papa, Fabrizio Passarella, Maurizio Pellegrin, Paola Pezzi, Maurizio Pierfranceschi, Cesare Pietroiusti, Roberto Pietrosanti, Luca Pignatelli, Cristiano Pintaldi, Alfredo Pirri, Franco Piruca, Piero Pizzi Cannella, Alessandra Porfidia, Eleonora Pusceddu, Enrico Pusceddu, Pierluigi Pusole

## R
Sergio Ragalzi, Annie Ratti, Ascanio W. Renda, Lithian Ricci, Antonio Riello, Tito Rossini, Marco Nereo Rotelli, Bernhard Rüdiger

## S
Sabrina Sabato, Andrea Salvino, Vincenzo Scolamiero, Elena Sevi, Gianluca Sgherri, Bernardo Siciliano, Danilo Sini, Aldo Spoldi, Luigi Stoisa, Studio Azzurro

## T
Nello Teodori, Alessandra Tesi, Marco Tirelli, Grazia Toderi, Giorgio Tonelli, Anna Torriero, Tommaso Tozzi, Francesca Tulli

## V-W
Luca Valerio, Cesare Veil, Nicola Verlato, Maurizio Vetrugno, Luca Vitone, Silvio Wolf

## Z
Giovanna Zaghini, Renzo Zecchini.